# Rillo de Gallo
Rillo de Gallo ist ein Ort und eine Gemeinde (municipio) mit 41 Einwohnern (Stand: 2024) im Osten der Provinz Guadalajara in der Autonomen Gemeinschaft Kastilien-La Mancha in Zentralspanien. 

## Lage und Klima
Rillo de Gallo liegt im Iberischen Gebirge im Osten der Provinz Guadalajara in einer Höhe von 1055 m. Die Entfernung zur westsüdwestlich gelegenen Provinzhauptstadt Guadalajara beträgt ca. 120 Kilometer (Fahrtstrecke). Niederschlag fällt vor allem in den Wintermonaten (jährlich 581 mm).

## Bevölkerungsentwicklung
| Jahr      | 1960 | 1970 | 1981 | 1991 | 2001 | 2011 | 2021 |
| Einwohner | 324  | 187  | 122  | 76   | 67   | 61   | 48   |

## Sehenswürdigkeiten
- Trittsiegel des Chirotheriums
- Dominikuskirche
- Kapellenruine
- Felsenzeichnungen, Teil des UNESCO-Welterbes Felsmalereien in der spanischen Levante, Rillo I und Rillo II

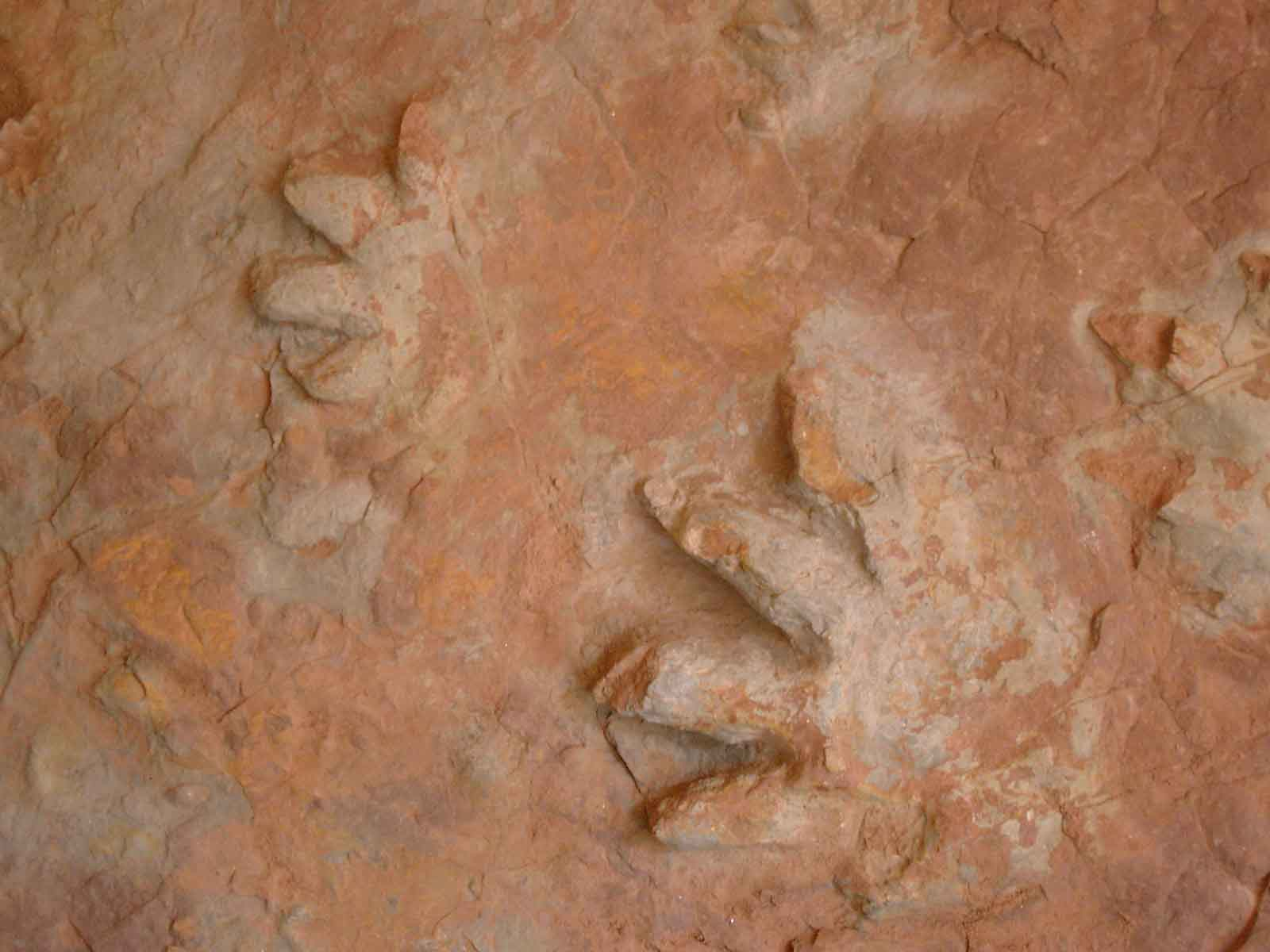
Trittsiegel
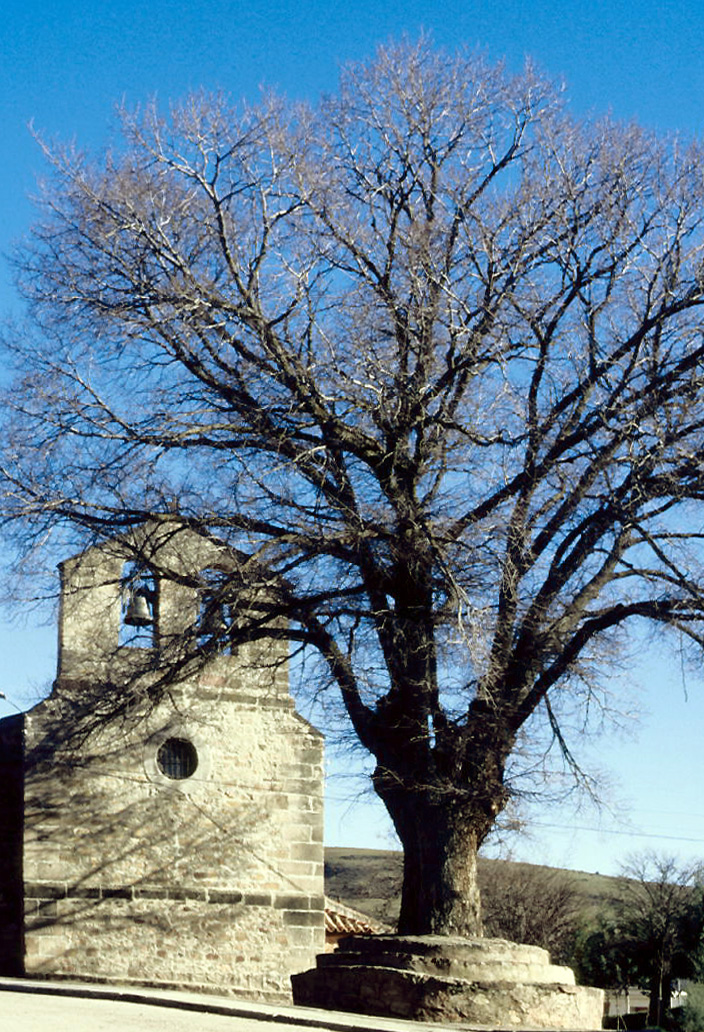
Dominikuskirche
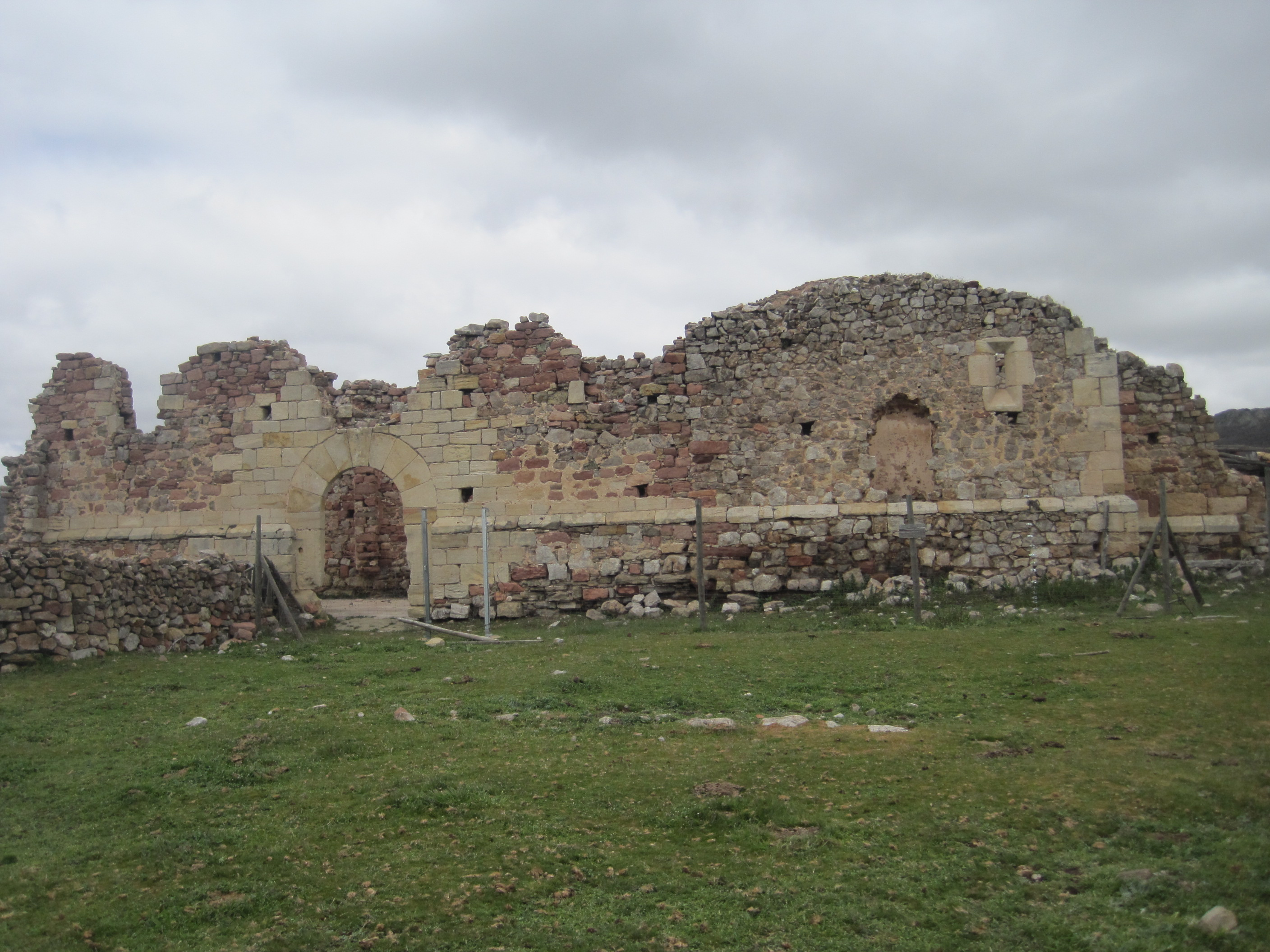
Kapellenruine
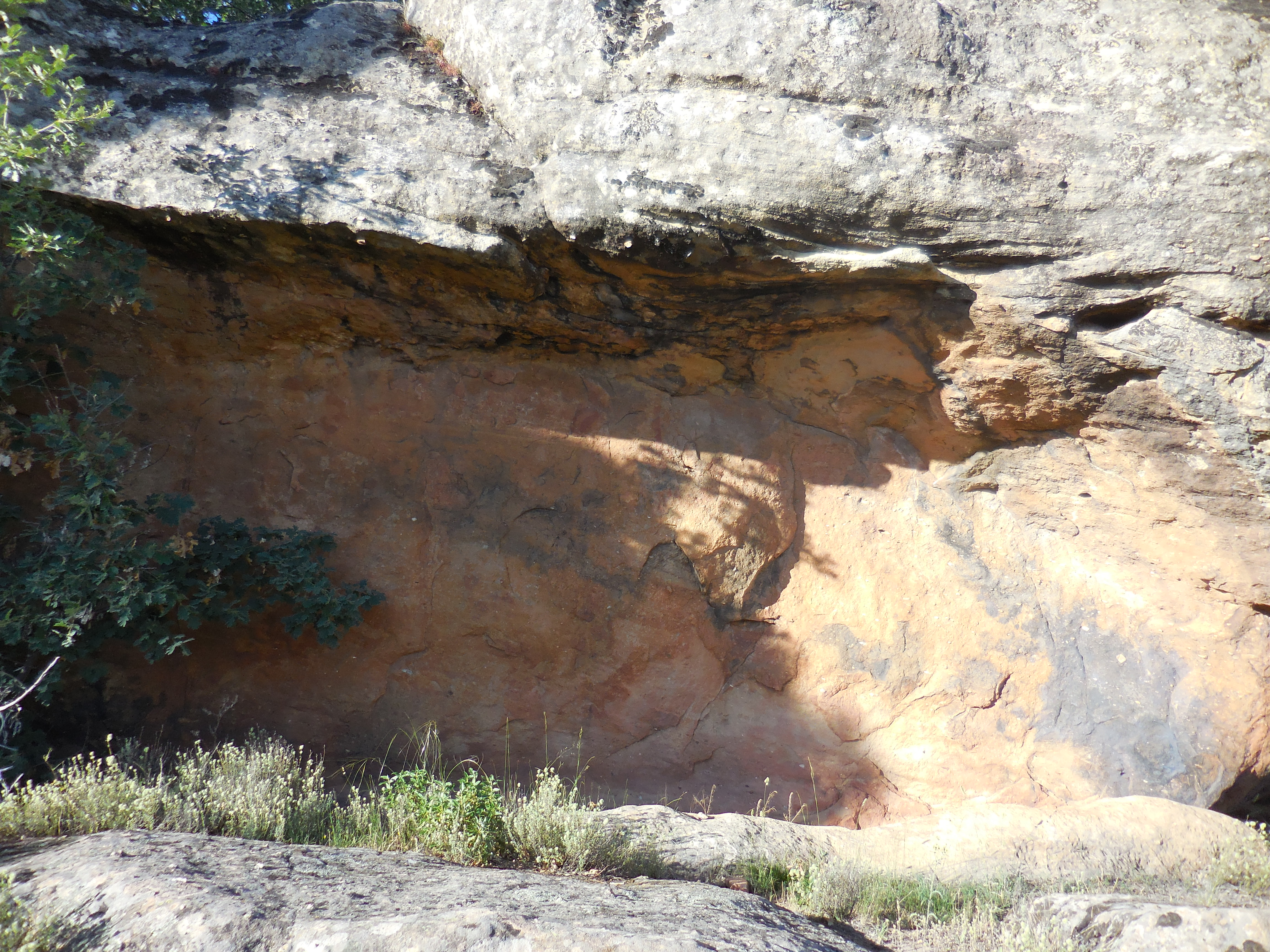
Felsmalereien Rillo I